# Fernanda Viégas
Fernanda Bertini Viégas (sinh năm 1971) là một nhà khoa học và nhà thiết kế người Brasil.

## Tiểu sử
Viégas nhận bằng tiến sĩ Kha học và Nghệ thuật truyền thông từ MIT Media Lab năm 2005. Cùng năm đó, cô bắt đầu làm việc tại Cambridge, địa điểm Massachusetts của Trung tâm nghiên cứu Thomas J. Watson của IBM một phần của Phòng thí nghiệm Truyền thông Trực quan.
Vào tháng 4 năm 2010, cô và Martin M. Wattenberg đã bắt đầu một liên doanh mới có tên Flowing Media, Inc., để tập trung vào trực quan hóa nhắm vào người tiêu dùng và khán giả đại chúng. Bốn tháng sau, cả hai người đã tham gia Google với tư cách là đồng lãnh đạo của nhóm trực quan hóa dữ liệu "Big Picture" của Google ở Cambridge, Massachusetts.